# 1844
Промислова революція •  Національно-визвольні рухи • Робітничий рух •  Російська імперія

## Геополітична ситуація
У Росії править імператор Микола I (до 1855). Російській імперії належить більша частина України, значна частина Польщі, Грузія, Закавказзя, Фінляндія, Аляска, Волощина та Молдова. Україну розділено між двома державами — Королівство Галичини та Володимирії належить Австрії, Правобережжя, Лівобережжя та Крим — Російській імперії.
В Османській імперії править султан Абдул-Меджид I (до 1861). Під владою османів перебувають Близький Схід та Єгипет, Середземноморське узбережжя Північної Африки, Болгарія. Васалами османів є Сербія та Боснія.
Австрійську імперію очолює Фердинанд I (до 1848). Вона охоплює, крім власне австрійських земель, Угорщину з Хорватією, Трансильванію, Богемію, Північну Італію. Короля Пруссії — Фрідріха-Вільгельма III змінив Фрідріх-Вільгельм IV (до 1861). Королівство Баварія очолює Людвіг I (до 1848). Австрія, Пруссія, Баварія та інші німецькомовні держави об'єднані в Німецький союз.
У Франції королює Луї-Філіпп I (до 1848). Франція має колонії в Алжирі, Карибському басейні, Південній Америці та Індії. На троні Іспанії сидить Ізабелла II (до 1868). Королівству Іспанія належать частина островів Карибського басейну, Філіппіни. Королева Португалії — Марія II (до 1853). Португалія має володіння в Африці, Індії, Індійському океані й Індонезії.
У Великій Британії триває Вікторіанська епоха — править королева Вікторія (до 1901). Британія має колонії в Північній Америці, на Карибах та в Індії. Королівство Нідерланди очолює Віллем II (до 1849). Король Данії та Норвегії — Фредерік VII (до 1863), на шведському троні Карла XIV змінив Оскар I (до 1859). Італія розділена між Австрією та Королівством Обох Сицилій. Існує Папська держава з центром у Римі.
Бразильську імперію очолює Педру II (до 1889). Посаду президента США обіймає Джон Тайлер. Територія на півночі північноамериканського континенту, Провінції Канади, належить Великій Британії, територія на півдні та заході континенту належить Мексиці.
В Ірані при владі Каджари. Британська Ост-Індійська компанія захопила контроль майже над усім Індостаном. У Пенджабі існує Сикхська держава. У Бірмі править династія Конбаун, у В'єтнамі — династія Нгуєн. У Китаї володарює Династія Цін. У Японії триває період Едо.

## Події

### В Україні
- Австрійські війська задушили селянський бунт на Буковині під проводом Лук'яна Кобилиці.
- У Львові цісарським декретом відкрито технічну академію.
- У Львові відкрився жіночий монастир Святого Серця.

### У світі
- 27 лютого Домініканська республіка здобула незалежність від Гаїті.
- 8 березня Оскар I став королем шведсько-норвезької унії.
- 13 березня Карлос Антоніо Лопес став президентом Парагваю.
- 27 червня натовп убив Джозефа Сміта, засновника церкви мормонів.
- 14 серпня Абд аль-Кадір зазнав поразки в Марокко.
- 22 жовтня не відбулося друге пришестя Христа, що спричинило Велике розчарування серед міллеритів.
- 4 грудня на президентських виборах у США переміг Джеймс Нокс Полк.

### У суспільному житті
- Почався календар бахаї.
- Виник бабизм.
- Семюел Морзе послав першу в світі телеграму з Вашингтона в Балтимор.
- У Лондоні організовано першу в світі молодіжну організацію (YMCA).
- Відбувся перший міжнародний матч з крикету, в якому зустрілися США і Провінції Канади.
- У британському місті Рочдейлі виник перший кооператив.

### У науці
- Теоретичне відкриття першого білого карлика
- Карл-Ернст Клаус відкрив Рутеній.
- Вбито останніх великих гагарок.

### У мистецтві
Див. також: 1844 у літературі
- Роман Алексанра Дюма «Три мушкетери» серіалізовано в газеті.
- У «Journal des débats» почалася серіалізація роману «Граф Монте-Крісто».
- Ганс Крістіан Андерсен надрукував збірку казок, серед яких «Ялинка» та «Снігова королева».
- Фелікс Мендельсон написав музику до «Сну літньої ночі», зокрема «Весільний марш».

## Народились
Дивись також Категорія:Народились 1844
- 20 лютого — Людвіг Больцман, австрійський фізик, один з основоположників статистичної фізики
- 3 березня — Аокі Сюдзо, японський дипломат, міністр закордонних справ Японії (1889—1891, 1898—1906).
- 18 березня — Микола Андрійович Римський-Корсаков, російський композитор, диригент
- 30 березня — Поль Верлен, французький поет-символіст
- 16 квітня — Анатоль Франс, французький письменник
- 6 червня — Гуґо Борхардт (нім. Hugo Borchardt), німецький інженер та конструктор стрілецької зброї
- 5 серпня — Ілля Юхимович Рєпін, російський художник

## Померли
Дивись також Категорія:Померли 1844
- 30 серпня — Франсис Бейлі, англійський астроном, один із засновників Лондонського королівського астрономічного товариства (1820), чотири рази обирався його президентом